# Оборона Душанбе (1922)
Оборона Душанбе — оборона в январе-феврале 1922 года душанбинским гарнизоном РККА от отряда басмачей Ибрагим-бека так называемого «Русского дома».
1 января 1922 года Ибрагим-бек начал в Восточной Бухаре (территория современного Таджикистана) войну против советской и народнобухарской власти. Были ликвидированы органы управления БНСР в Каратегине, Дарвазе, Бальджуане, Кулябе, Джиликуле. Его отряды подошли к Душанбе и заняли город. Конный отряд войск БНСР под командованием заместителя военного назира Али-Ризы перешёл на сторону Ибрагим-бека. Красноармейский гарнизон (два батальона 7-го стрелкового полка, 700 человек), который размещался в «Русском доме», оказался блокированным и стал отбивать атаки басмачей. 
Со временем создалось тяжелое положение, обусловленное длительной блокадой, голодом, болезнями, недостатком питьевой воды и лекарств. Для продолжения обороны пришлось вооружить всех больных и даже тех, кто сам не мог передвигаться. Их выводили за руки и укладывали в цепь. Начальник гарнизона Владимир Мартыновский в донесении штабу Туркестанского фронта сообщал об угрожающем положении, в котором оказались красноармейцы, и просил скорейшей помощи: «Дизентерия, малярия и истощение вывели из строя 80% личного состава. Умерло от болезней 105 бойцов. Десятки красноармейцев убиты и ранены. Осуществить прорыв из плотного кольца окружения практически невозможно. Мартыновский, Морозенко, Нагорный».
Кольцо блокады сузилось, отсутствие пополнения продовольствия и боеприпасов и невозможность получить подкрепление частей РККА извне сделало положение гарнизона критическим. В этой ситуации начальник гарнизона и консул РСФСР А. Нагорный направили Ибрагим-беку письмо с предложением заключить взаимовыгодное соглашение. Согласно ему командование гарнизона должно было вывести из Душанбе части РККА, а Ибрагим-бек обеспечить их продовольствием, лошадьми и фуражом. Взамен он получал всю полноту власти в Душанбе и соседних с ним районов и управлять ими должен был от имени БНСР как ее официальный представитель. Ибрагим-бек, у которого возникли разногласия с джадидами, прибывшими из Бухары, и находившимся при нём Энвер-пашой, ответил согласием и, обеспечив красноармейцев сотней подвод с продовольствием и фуражом, а также боеприпасами из ранее захваченных военных складов, позволил гарнизону 16 февраля 1922 года беспрепятственно покинуть Душанбе.